# Wehrkirche Schaala

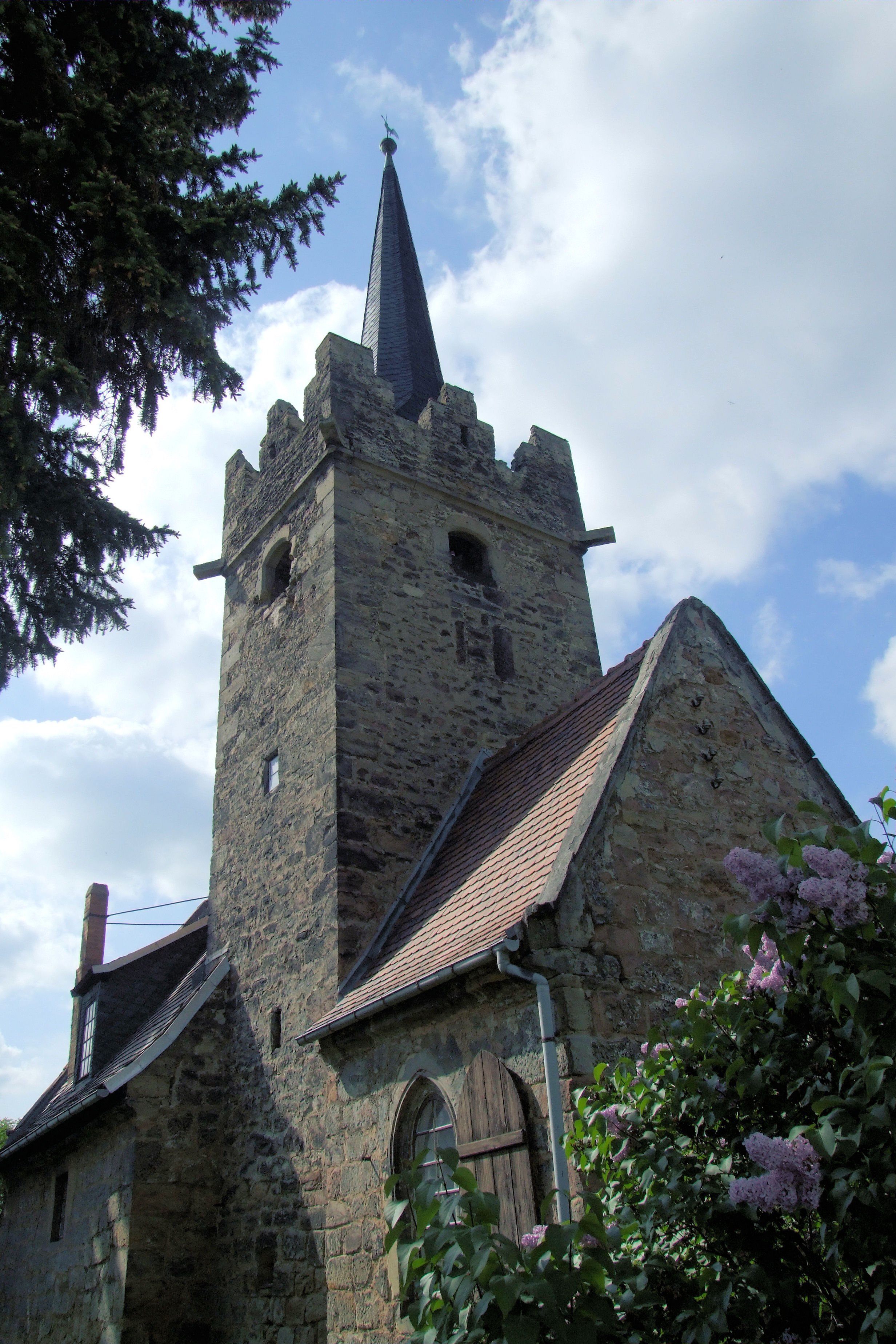
Wehrkirche Schaala

Die evangelische Wehrkirche Schaala im Ortsteil Schaala der Stadt Rudolstadt im Landkreis Saalfeld-Rudolstadt in Thüringen liegt von einer Mauer umgeben an einem einst strategisch wichtigen Zugang zum Ort und zum Saaletal.

## Geschichte
Die Dorfkirche zählt zu den perfektesten Wehrkirchen Thüringens, ihr ältester Teil ist aus dem 12. Jahrhundert oder früher.
Im 16. Jahrhundert erfolgte der Anbau des Chors. Über das schlichte Langhaus mit zweigeschossigen Emporen wölbt sich eine verputzte spitzbogige Holztonne.
Der Zinnenturm ist mit Schießscharten ausgestattet.
Der spätgotische Schnitzaltar stammt von einer Saalfelder Schule.
Die von 1742 stammende Orgel konnte nahezu original in Werk, Prospekt und Stimmung erhalten werden. Sie hat sieben Register auf einem Manual und Pedal.

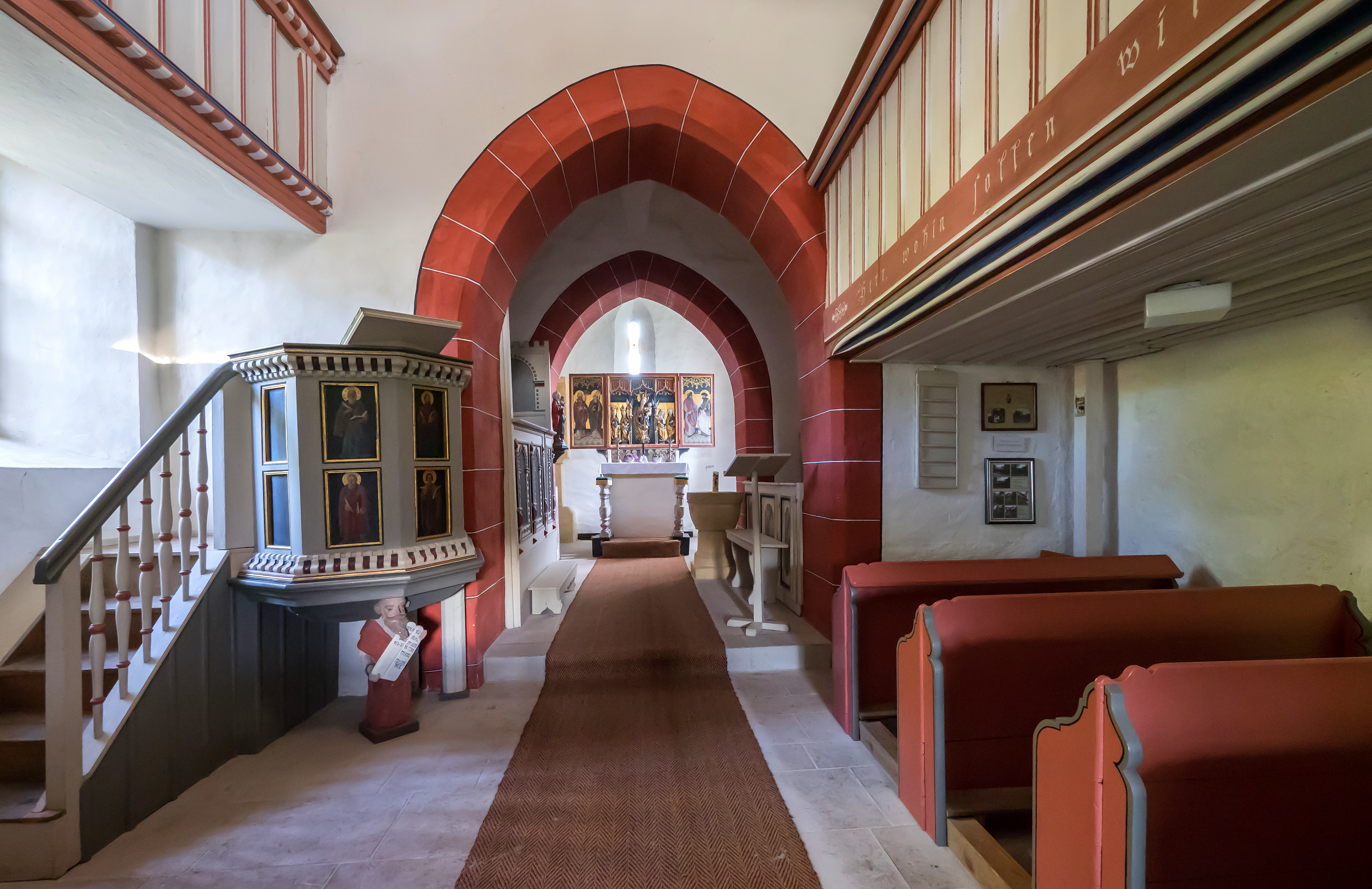
Kanzel
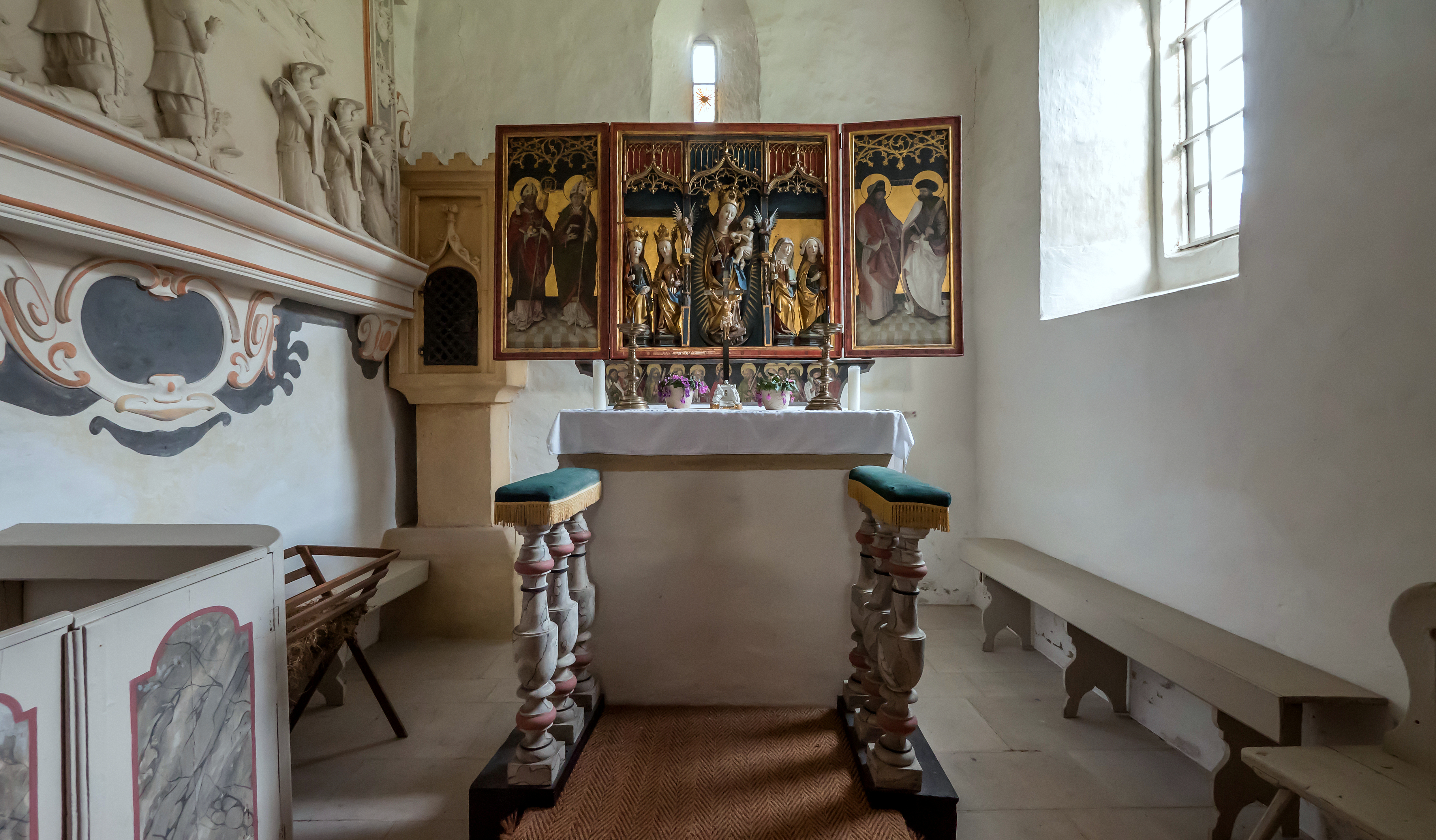
Flügelaltar
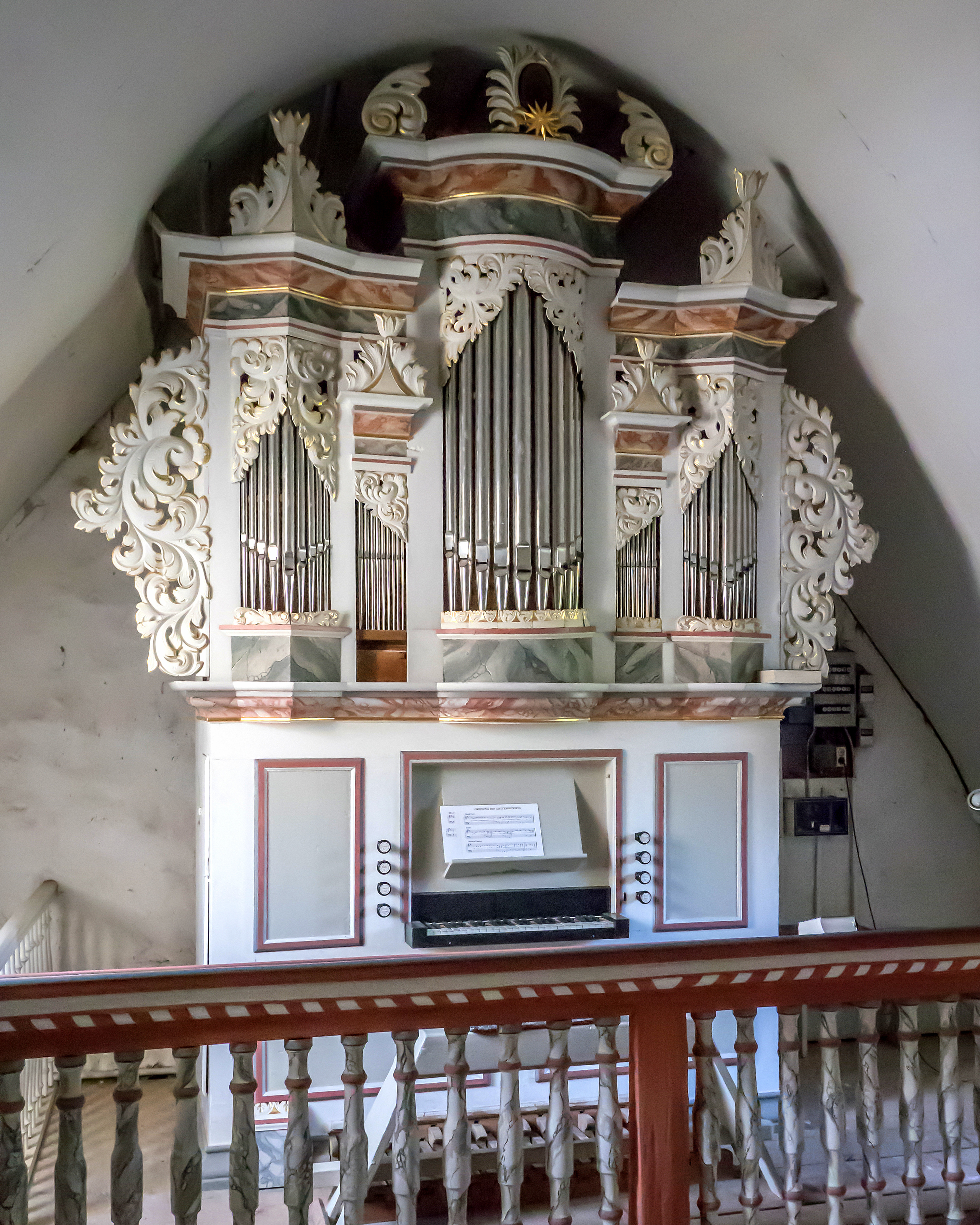
Orgel
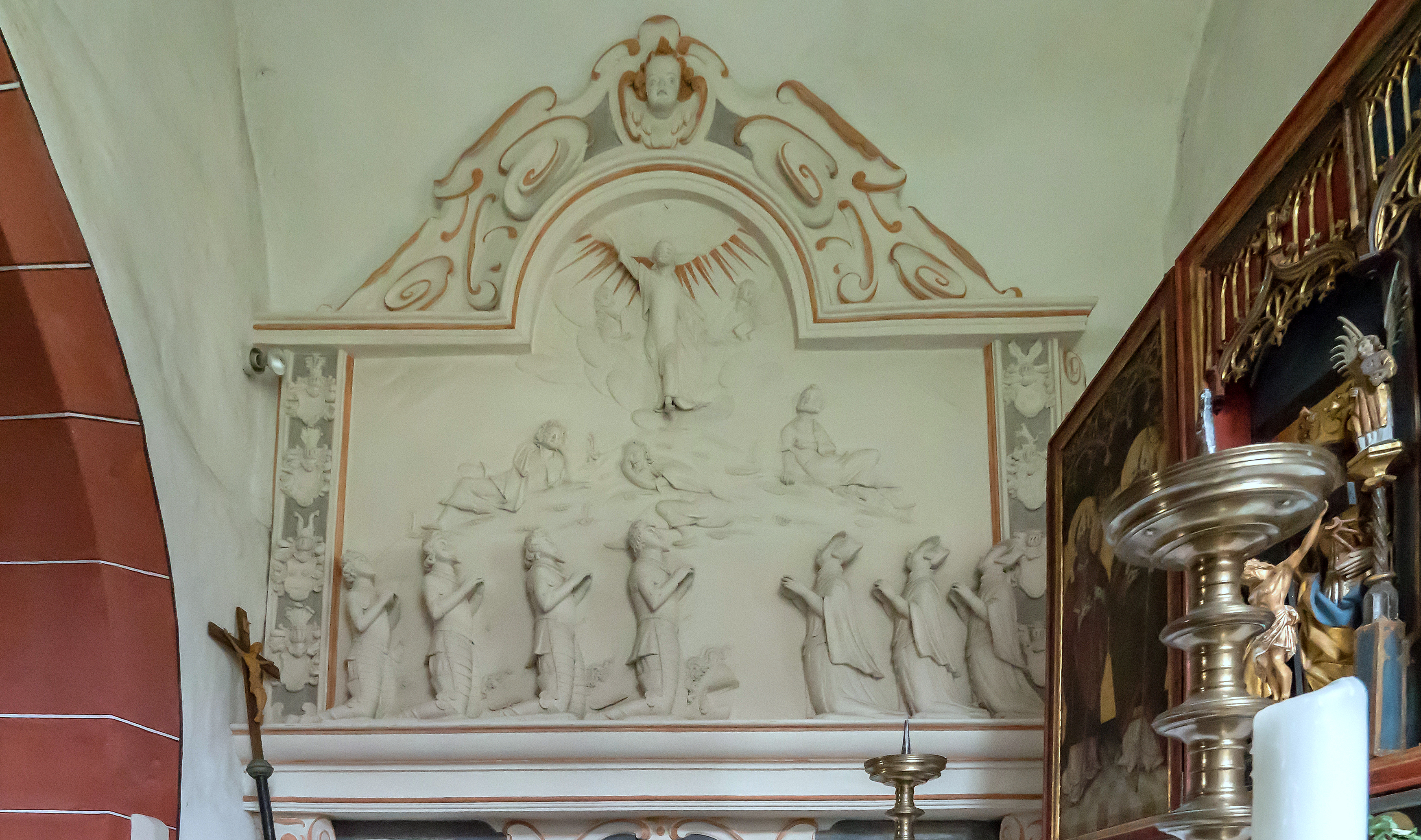
Relief in der Apsis
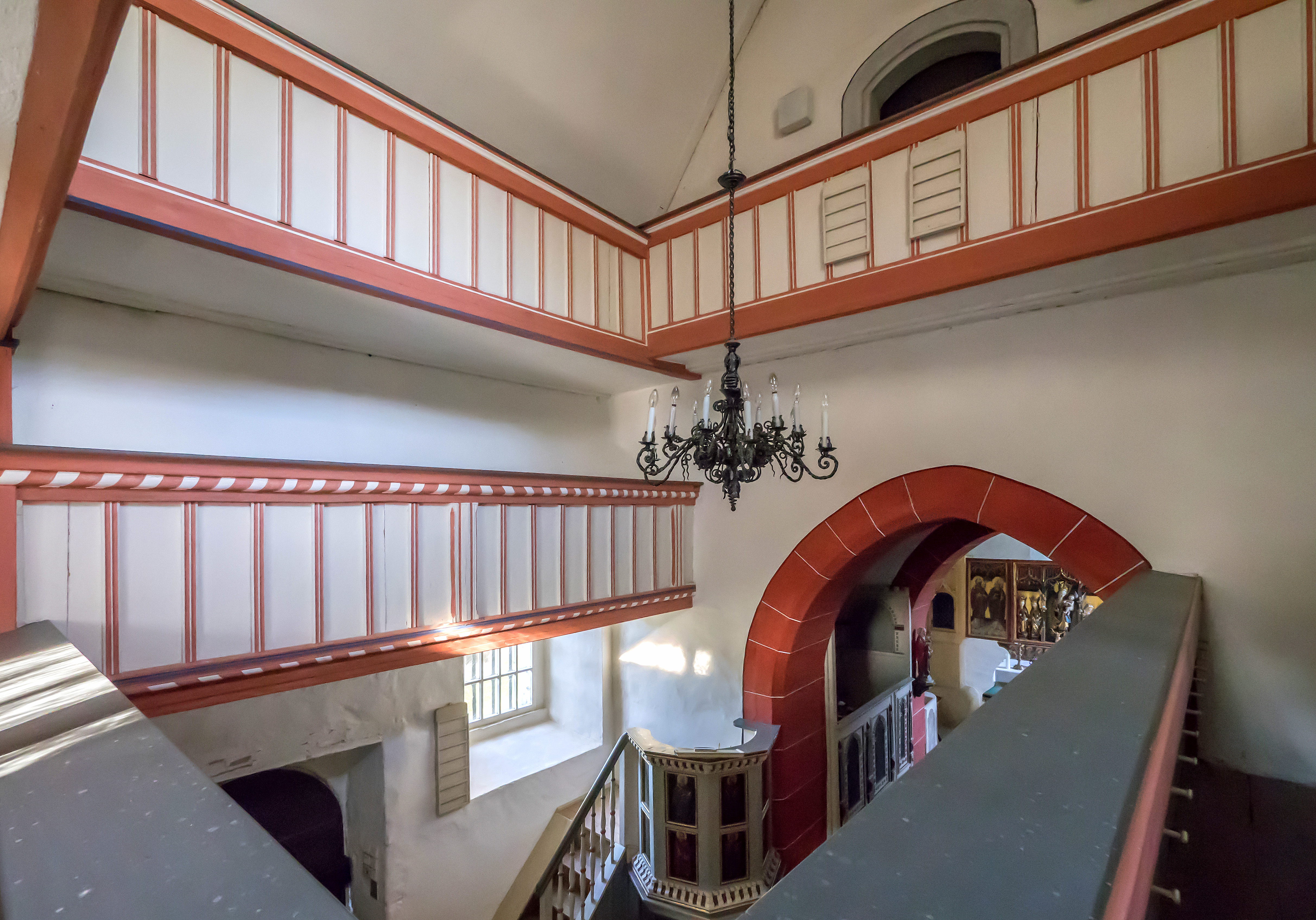
Zweigeschossige Emporen
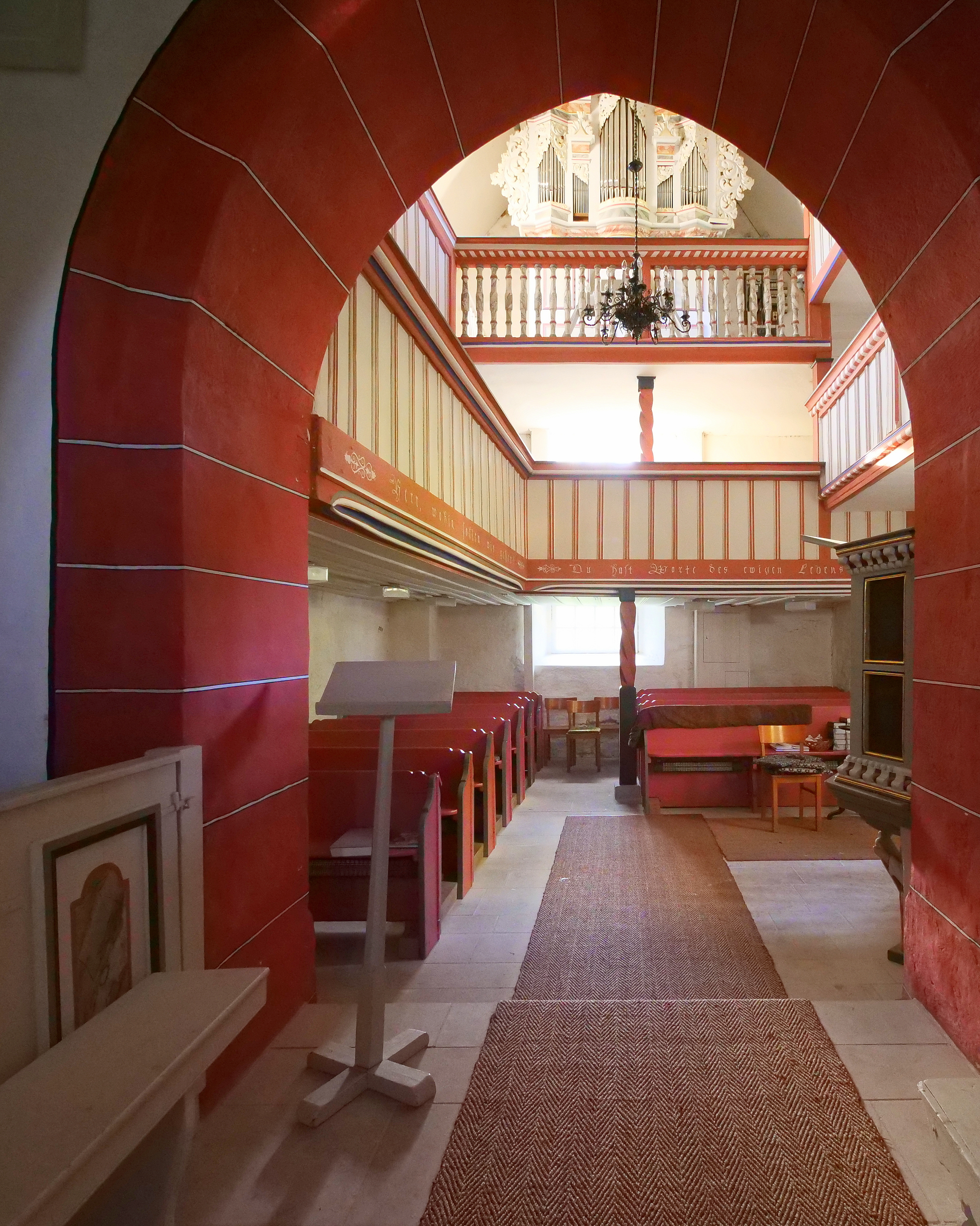
Langhaus, Emporen